# 10'erne f.Kr.
Århundreder: 2. århundrede f.Kr. – 1. århundrede f.Kr. – 1. århundrede
Årtier: 60'erne f.Kr. 50'erne f.Kr. 40'erne f.Kr. 30'erne f.Kr. 20'erne f.Kr. – 10'erne f.Kr. – 00'erne f.Kr. 00'erne 10'erne 20'erne 30'erne
År: 19 f.Kr. 18 f.Kr. 17 f.Kr. 16 f.Kr. 15 f.Kr. 14 f.Kr. 13 f.Kr. 12 f.Kr. 11 f.Kr. 10 f.Kr.